# 出屋敷駅
出屋敷駅（でやしきえき）は、兵庫県尼崎市竹谷町二丁目35にある、阪神電気鉄道本線の駅。駅番号はHS 10。

## 歴史
- 1905年（明治38年）4月12日：阪神本線の開業と同時に開業[2]。
- 1929年（昭和4年）4月14日：今津出屋敷線の一部として尼崎海岸線（当駅 - 東浜間1.7km）開業[2]。
- 1951年（昭和26年）7月19日：尼崎海岸線の高洲 - 東浜間（0.7km）が運転休止[2]。
- 1962年（昭和37年）12月1日：国道43号（第二阪神国道）建設にあたり尼崎海岸線全線（1.0km）廃止[2]。その補償として尼崎センタープール前駅を常設化、待避線設置[2]。
- 1990年(平成2年)駅直結商業ビル「リベル」が高架化に先立だちオープン。
- 1994年（平成6年）1月23日：尼崎市内連続立体交差事業により高架化（下り線は1991年（平成3年）7月29日より）[2]。
- 2009年（平成21年）3月20日：本線準急の設定消滅により、全優等列車通過駅となる。
- 2014年（平成26年）4月1日：駅番号導入[3][4]。

## 駅構造

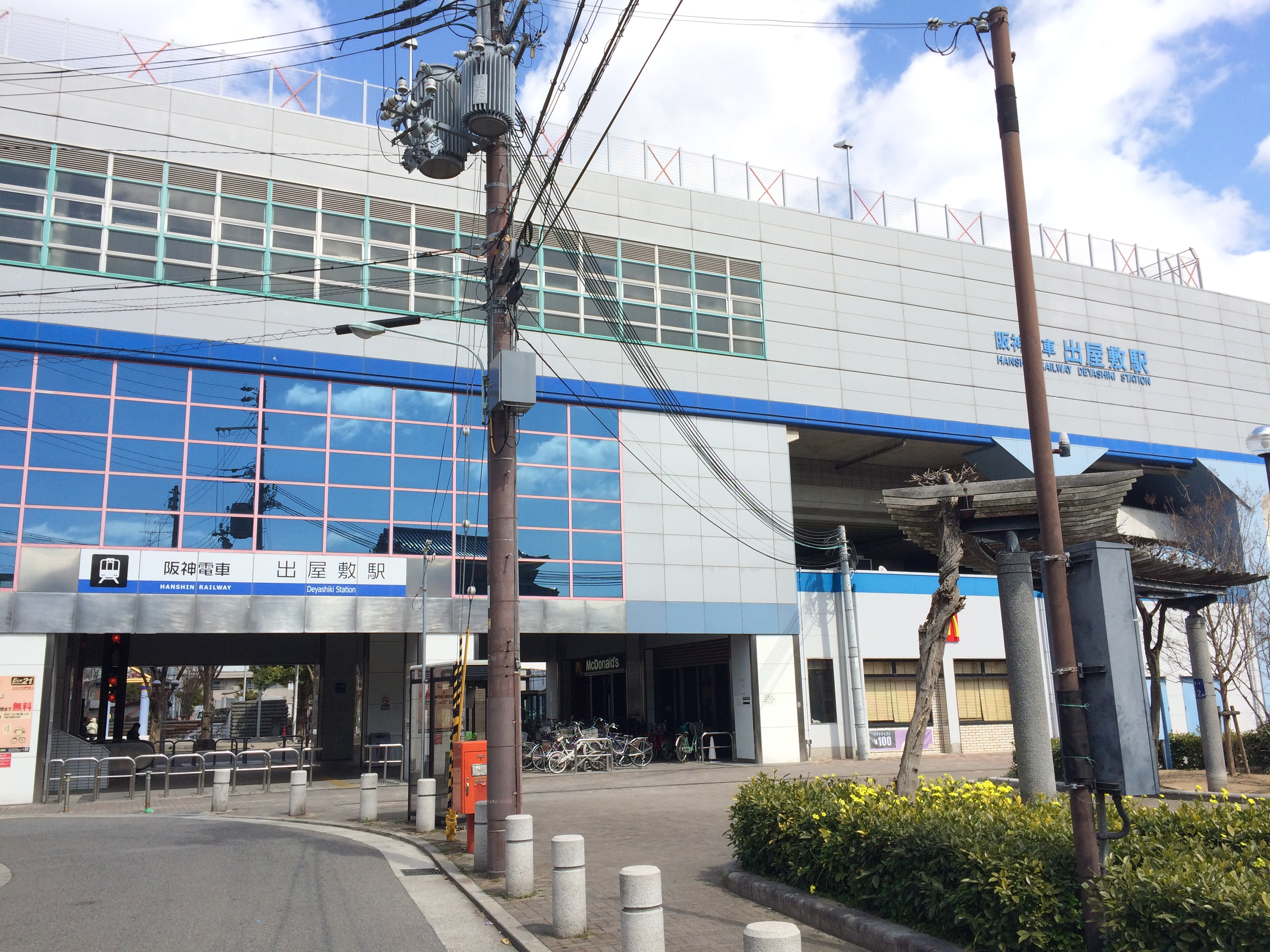
南口

相対式ホーム2面2線を有する高架駅。分岐器や絶対信号機を持たないため、停留所に分類される。改札口は2階でホームは3階にあり。ホームは線路部分も含め完全に天井に覆われている。改札口は東西に各1か所。トイレは西改札内。駐車場が駅屋上にある。

### のりば
| 番線 | 路線  | 方向 | 行先         |
| ---- | ----- | ---- | ------------ |
| 1    | ■本線 | 上り | 大阪梅田方面 |
| 2    | ■本線 | 下り | 神戸三宮方面 |

※実際には構内にのりば番号表記はないが、公式サイトの構内図では上りホームが1番のりば、下りホームが2番のりばとされている。ホーム有効長は阪神車両8両編成分で、近畿日本鉄道車両の6両編成は停車可能。ただし停車する営業列車は4両編成のみである。

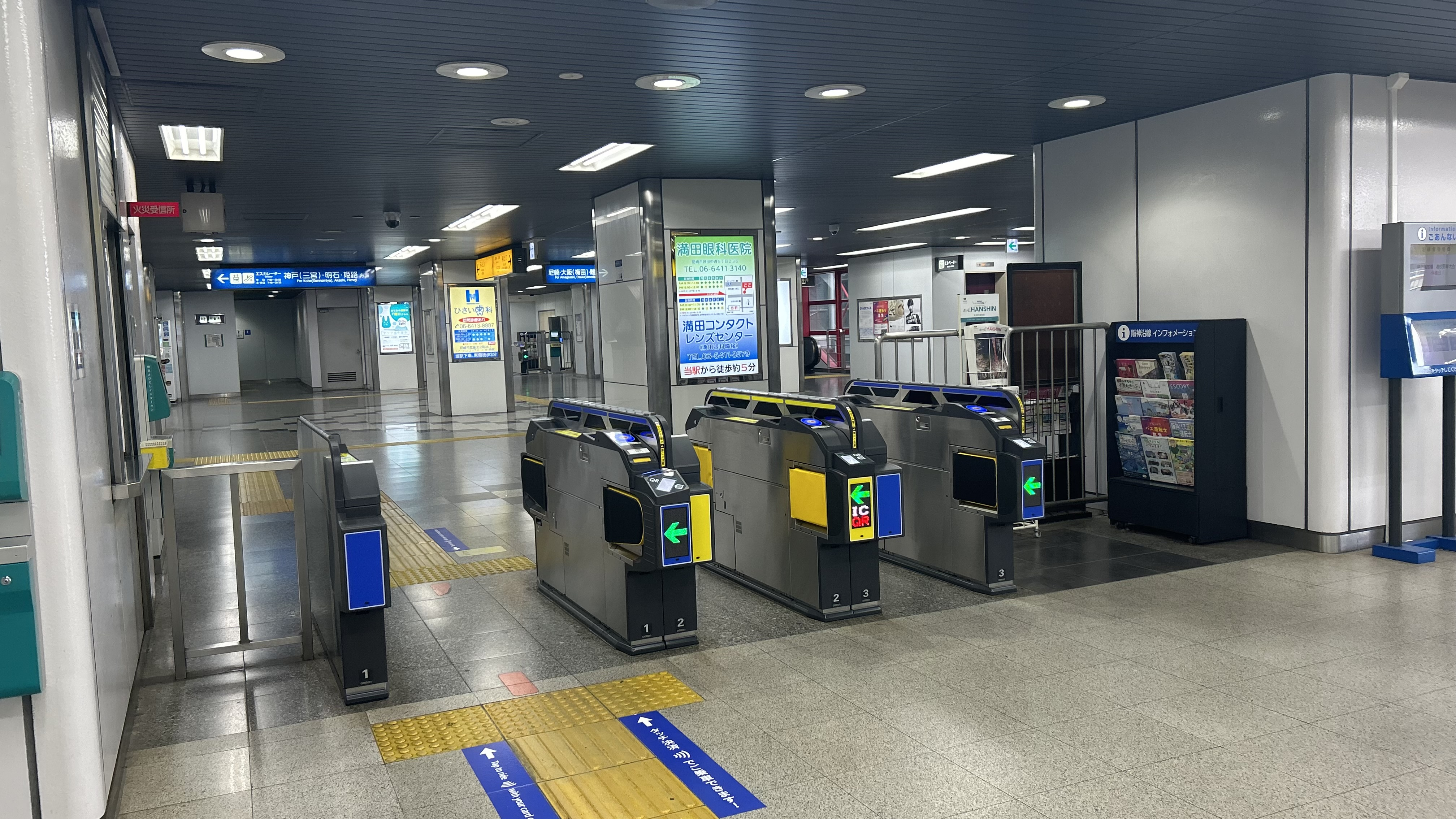
東改札口
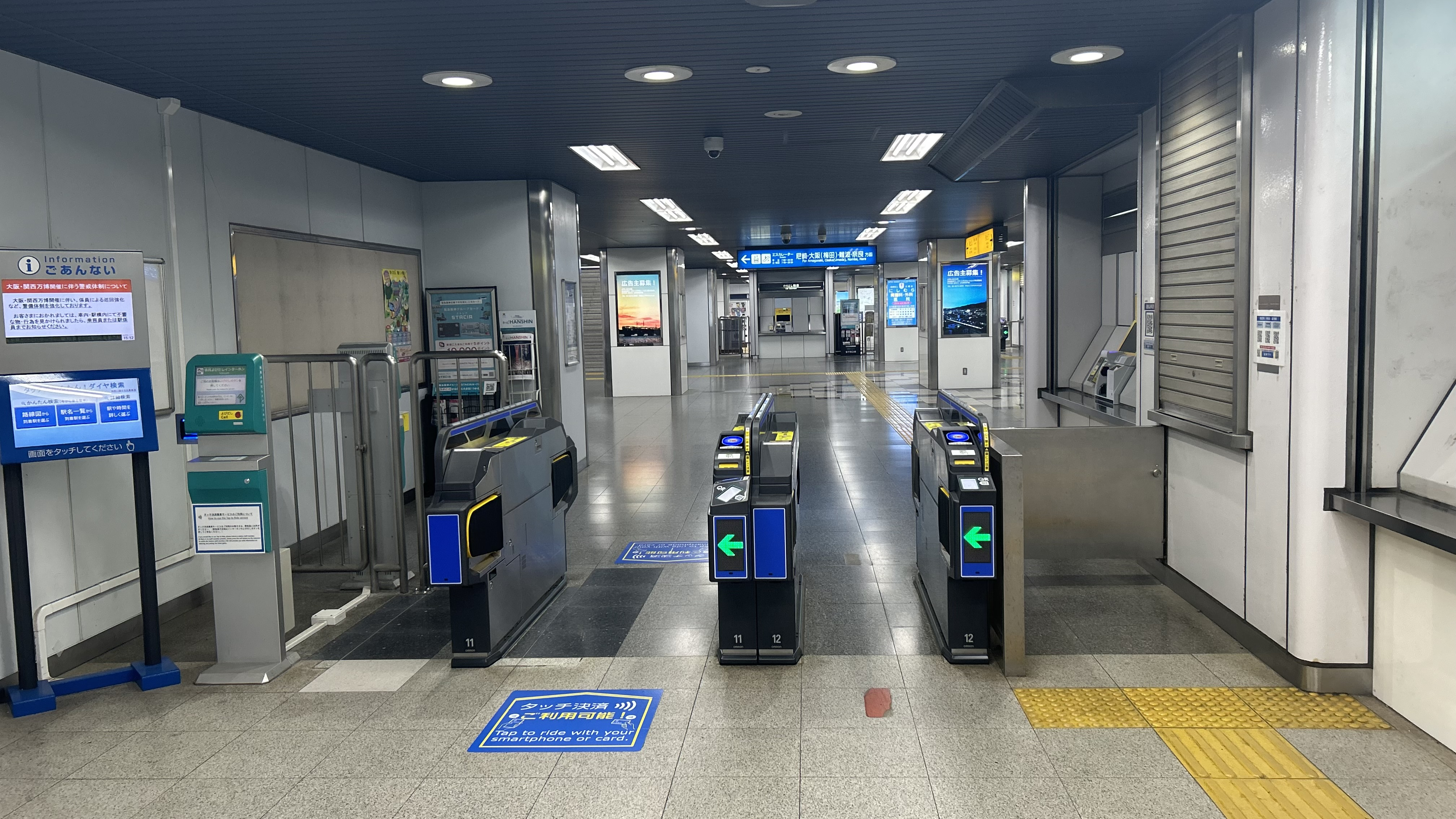
西改札口
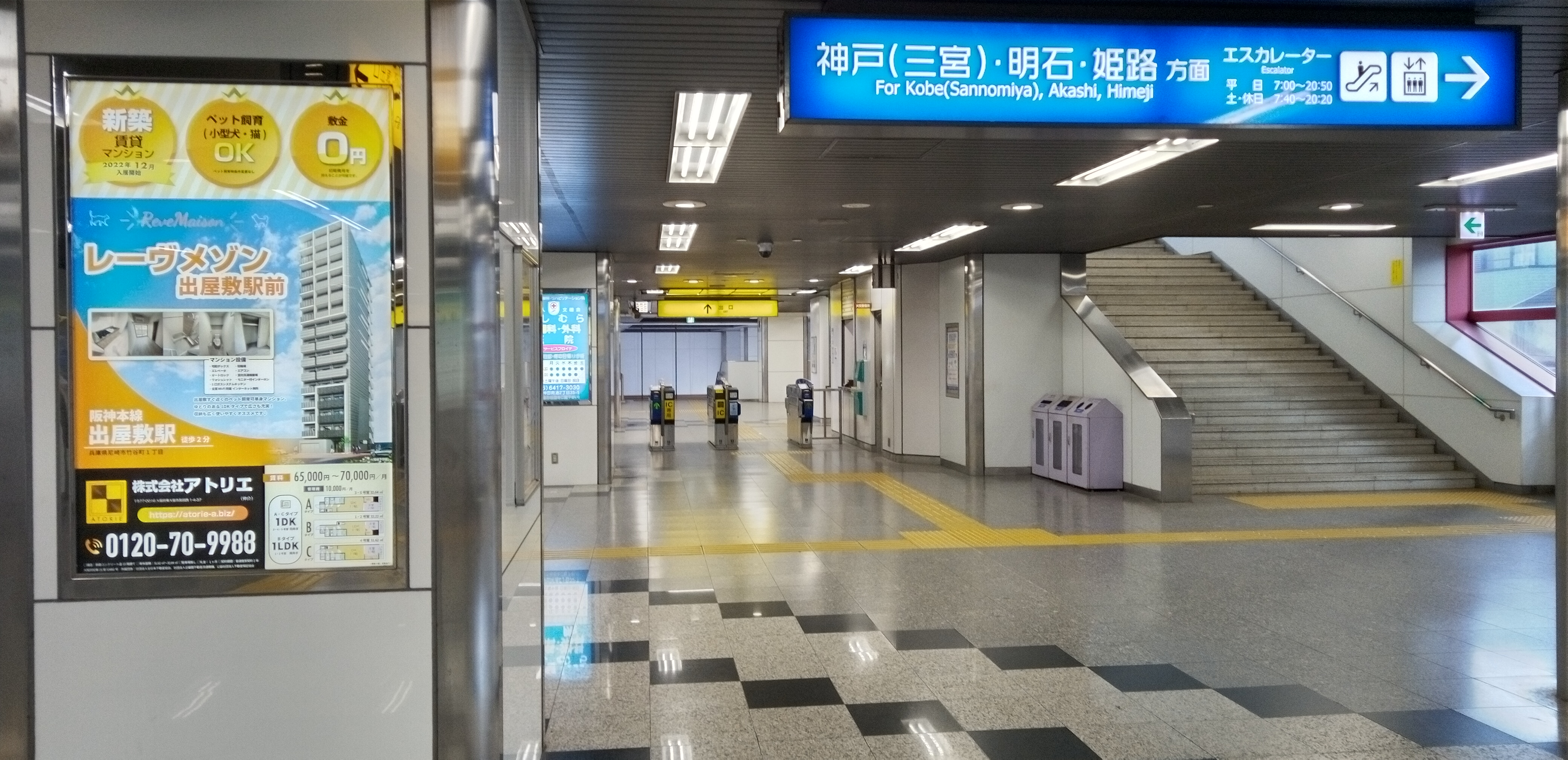
コンコース
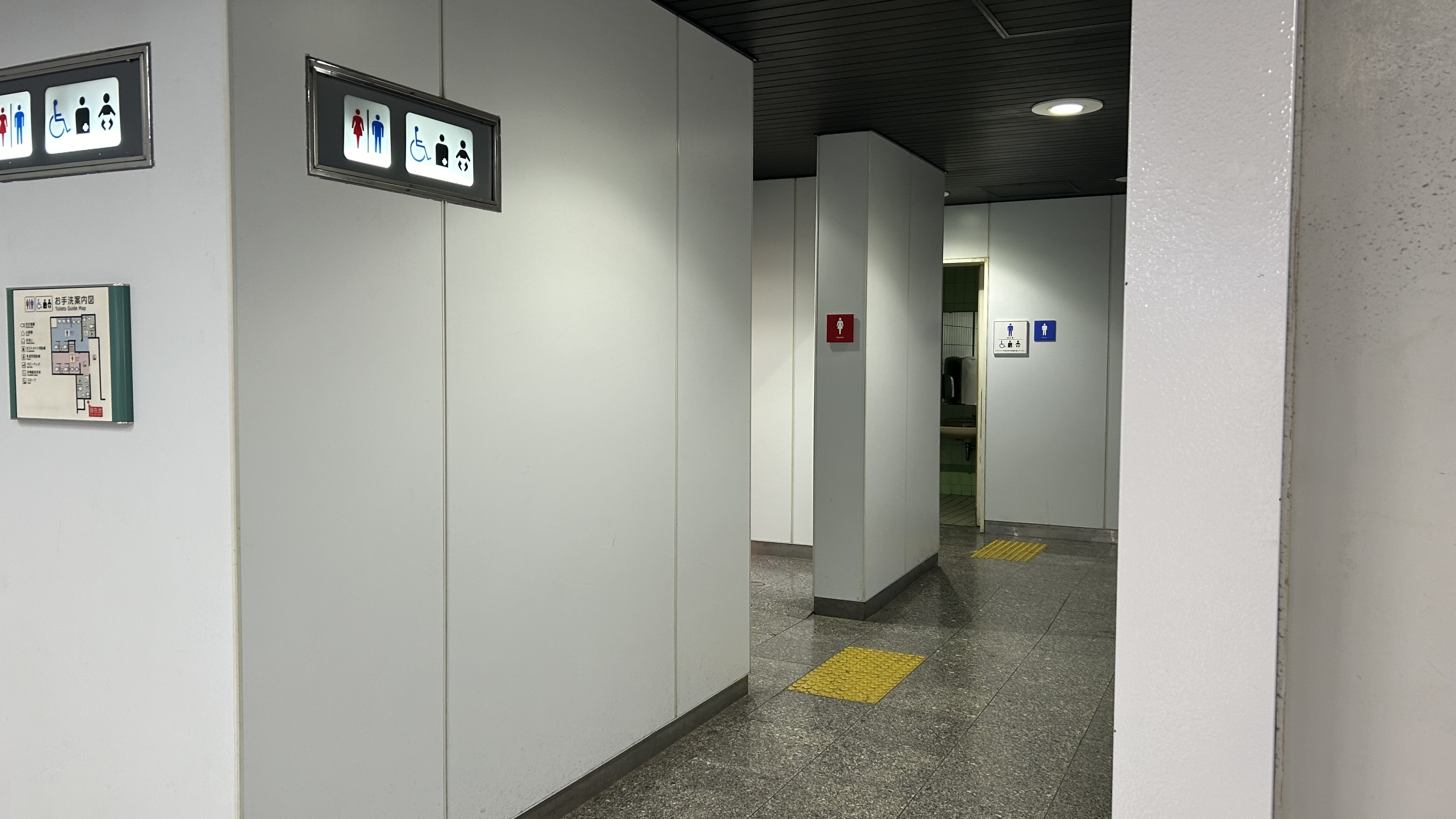
トイレ
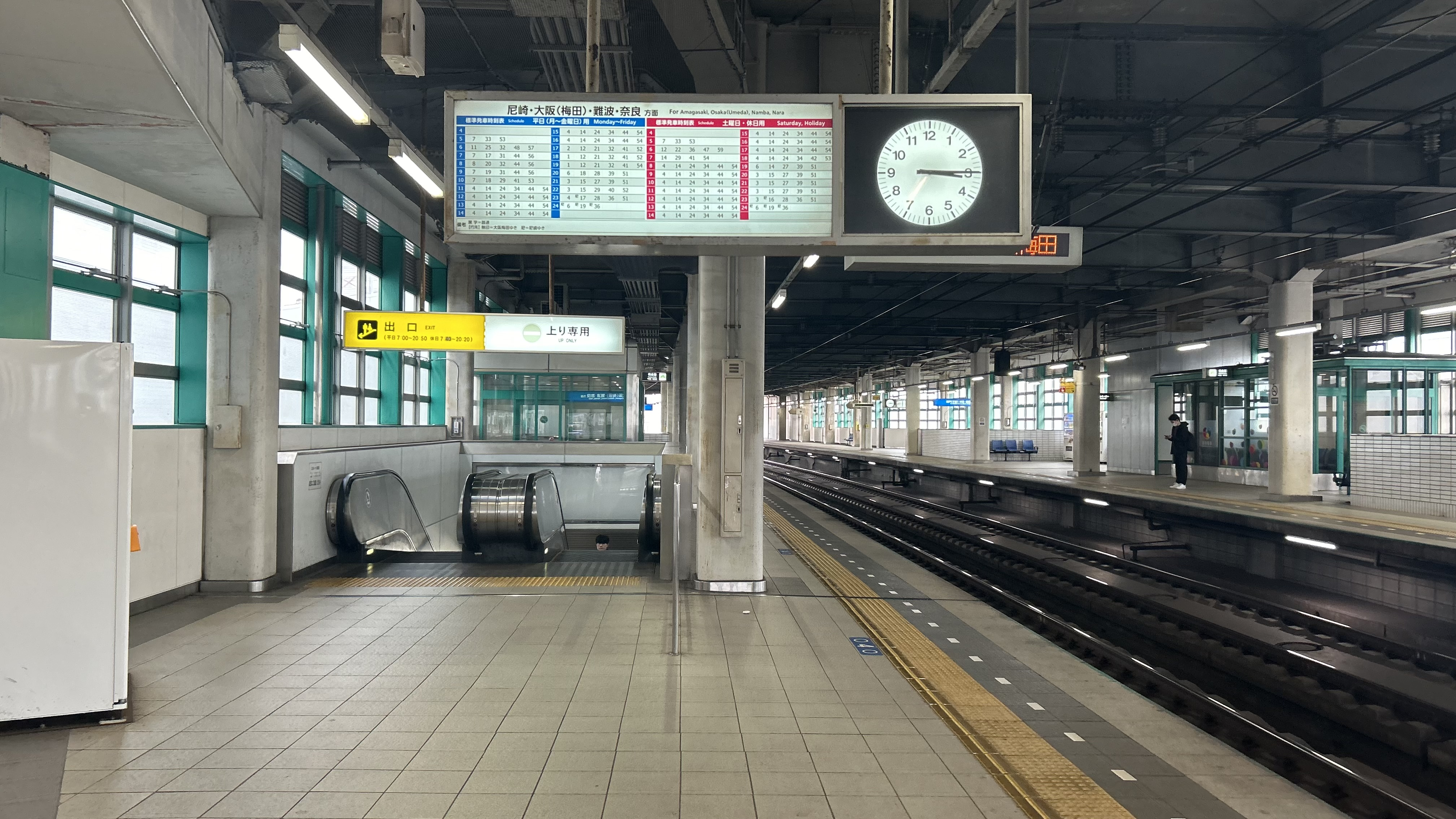
大阪方面ホーム
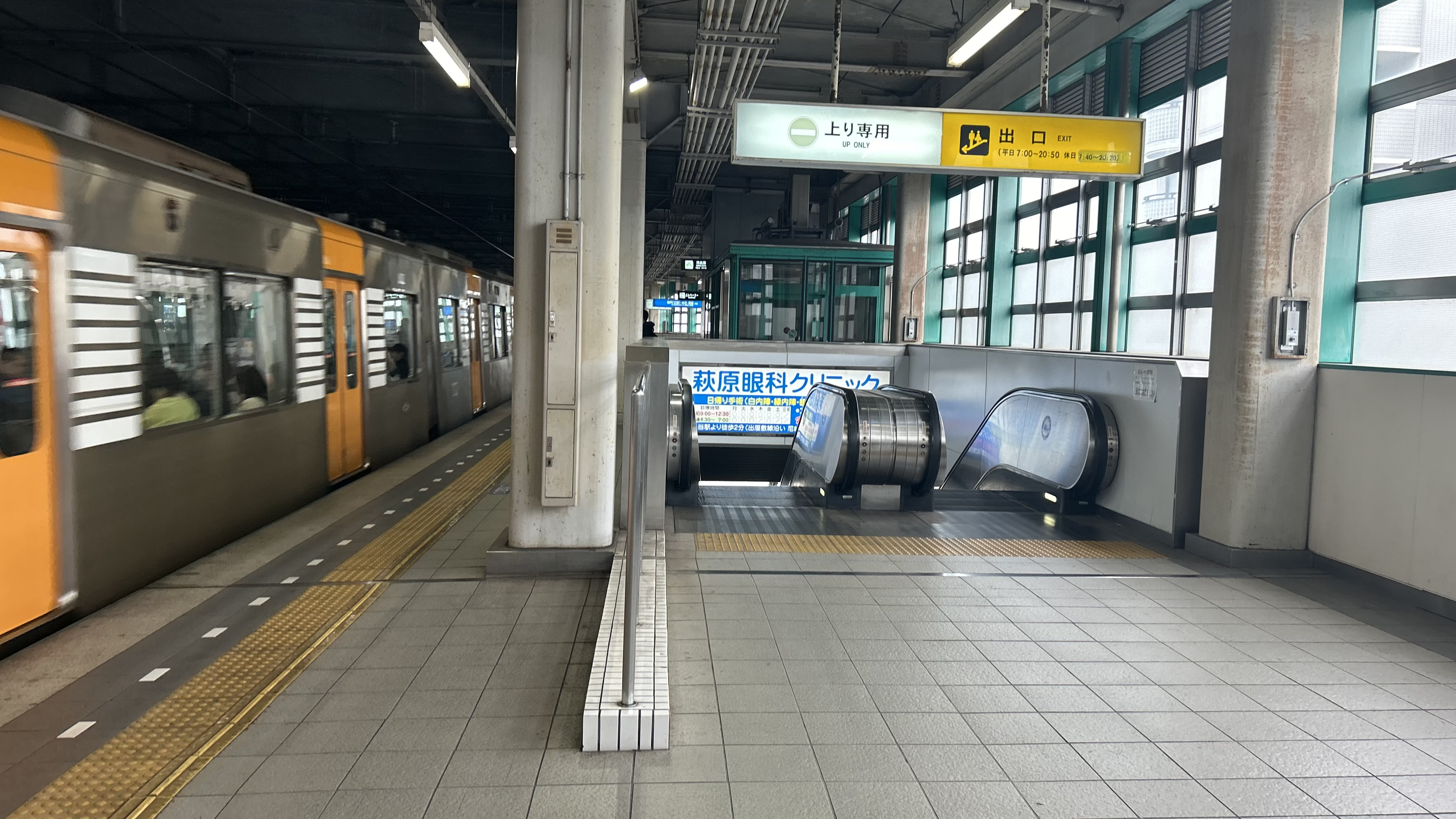
神戸方面ホーム
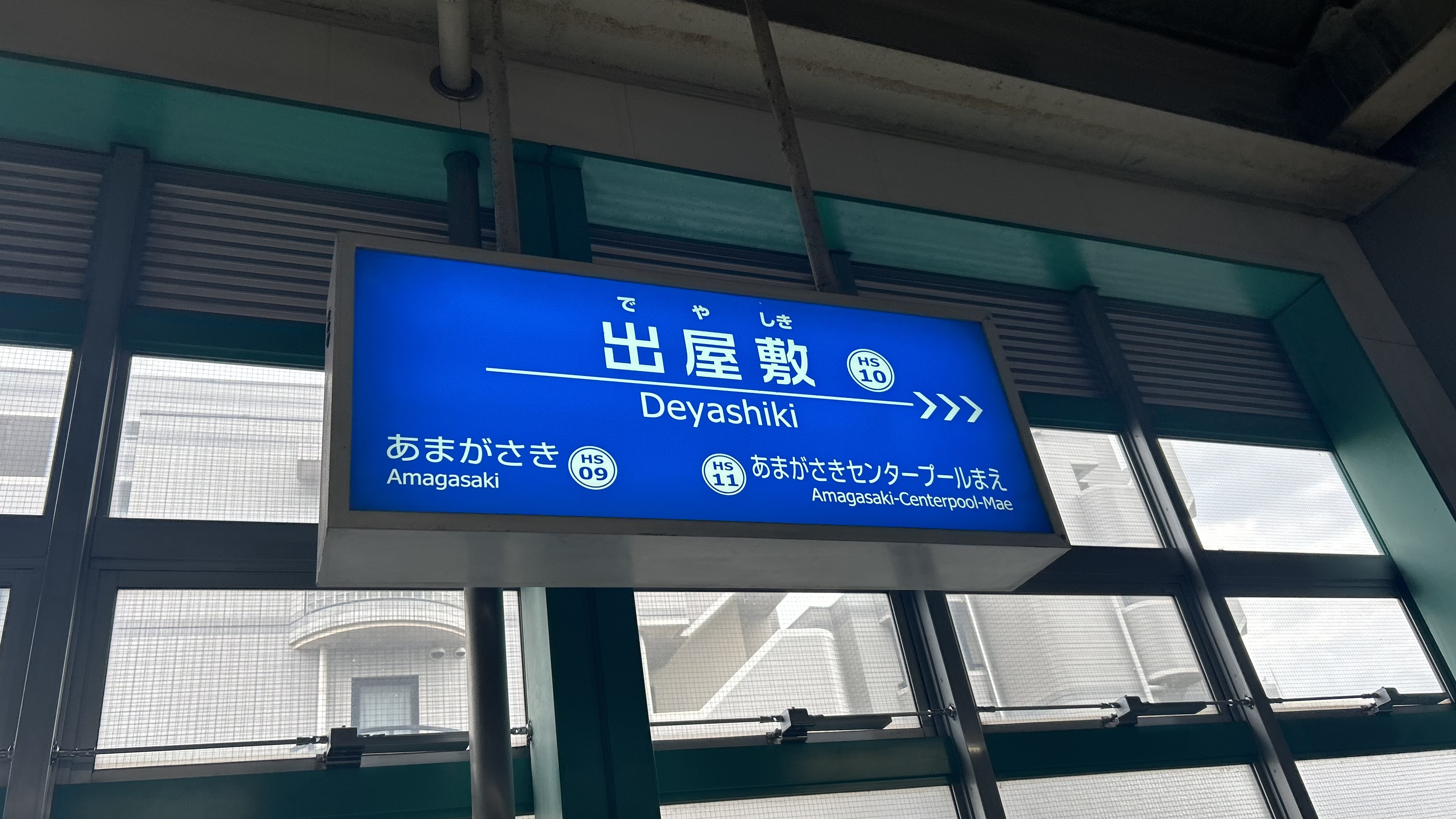
駅名標

| ← 大阪梅田方面 | 出屋敷駅配線略図 | → 神戸三宮・元町方面 |
| 凡例 出典:     |                  |                      |

## 利用状況
2023年11月平均の乗降人員は11,449人である。
各年度の11月平均利用状況は下表の通り。
| 年度               | 乗車人員 | 降車人員 | 乗降人員 | 順位 | 出典       |
| ------------------ | -------- | -------- | -------- | ---- | ---------- |
| 2019年（令和元年） | 6,413    | 6,379    | 12,792   | 24位 | [ 阪神 1 ] |
| 2020年（令和02年） | 5,366    | 5,332    | 10,698   | 24位 | [ 阪神 2 ] |
| 2021年（令和03年） | 5,693    | 5,664    | 11,357   | 24位 | [ 阪神 3 ] |
| 2022年（令和04年） | 5,365    | 5,306    | 10,671   | 25位 | [ 阪神 4 ] |
| 2023年（令和05年） | 5,731    | 5,718    | 11,449   | 24位 | [ 阪神 5 ] |

### 尼崎市統計書より
市の統計書によると、近年の年次別平均利用状況と11月特定日の利用状況は下表の通り。
| 年次               | 各年次平均 | 各年次平均 | 各年次平均 | 11月特定日 | 11月特定日 | 11月特定日 | 出典          |
| 年次               | 乗車人員   | 降車人員   | 乗降人員   | 乗車人員   | 降車人員   | 乗降人員   | 出典          |
| ------------------ | ---------- | ---------- | ---------- | ---------- | ---------- | ---------- | ------------- |
| 2006年（平成18年） | 4,755      | 4,856      | 9,611      | 4,804      | 4,888      | 9,692      | [ 尼崎市 1 ]  |
| 2007年（平成19年） | 4,853      | 4,949      | 9,802      | 4,916      | 5,099      | 10,015     | [ 尼崎市 1 ]  |
| 2008年（平成20年） | 5,036      | 5,199      | 10,235     | 5,278      | 5,497      | 10,775     | [ 尼崎市 1 ]  |
| 2009年（平成21年） | 5,454      | 5,675      | 11,129     | 5,254      | 5,377      | 10,631     | [ 尼崎市 1 ]  |
| 2010年（平成22年） | 5,515      | 5,669      | 11,184     | 5,434      | 5,607      | 11,041     | [ 尼崎市 1 ]  |
| 2011年（平成23年） | 5,508      | 5,638      | 11,146     | 5,434      | 5,607      | 11,041     | [ 尼崎市 2 ]  |
| 2012年（平成24年） | 5,358      | 5,507      | 10,865     | 5,310      | 5,271      | 10,581     | [ 尼崎市 3 ]  |
| 2013年（平成25年） | 5,358      | 5,364      | 10,722     | 5,296      | 5,332      | 10,628     | [ 尼崎市 4 ]  |
| 2014年（平成26年） | 5,428      | 5,445      | 10,873     | 5,608      | 5,660      | 11,268     | [ 尼崎市 5 ]  |
| 2015年（平成27年） | 5,700      | 5,747      | 11,447     | 5,727      | 5,630      | 11,357     | [ 尼崎市 6 ]  |
| 2016年（平成28年） | 5,828      | 5,766      | 11,594     | 5,953      | 5,944      | 11,897     | [ 尼崎市 7 ]  |
| 2017年（平成29年） | 6,081      | 6,049      | 12,130     | 5,816      | 5,828      | 11,644     | [ 尼崎市 8 ]  |
| 2018年（平成30年） | 6,034      | 6,037      | 12,071     | 6,205      | 6,227      | 12,432     | [ 尼崎市 9 ]  |
| 2019年（令和元年） | 6,329      | 6,348      | 12,677     | 6,413      | 6,379      | 12,792     | [ 尼崎市 10 ] |
| 2020年（令和02年） | 4,986      | 4,970      | 9,956      | 5,366      | 5,332      | 10,698     | [ 尼崎市 11 ] |
| 2021年（令和03年） | 5,032      | 5,001      | 10,033     | 5,693      | 5,664      | 11,357     | [ 尼崎市 12 ] |
| 2022年（令和04年） | 5,738      | 5,705      | 11,443     | 5,365      | 5,306      | 10,671     | [ 尼崎市 13 ] |

## 駅周辺

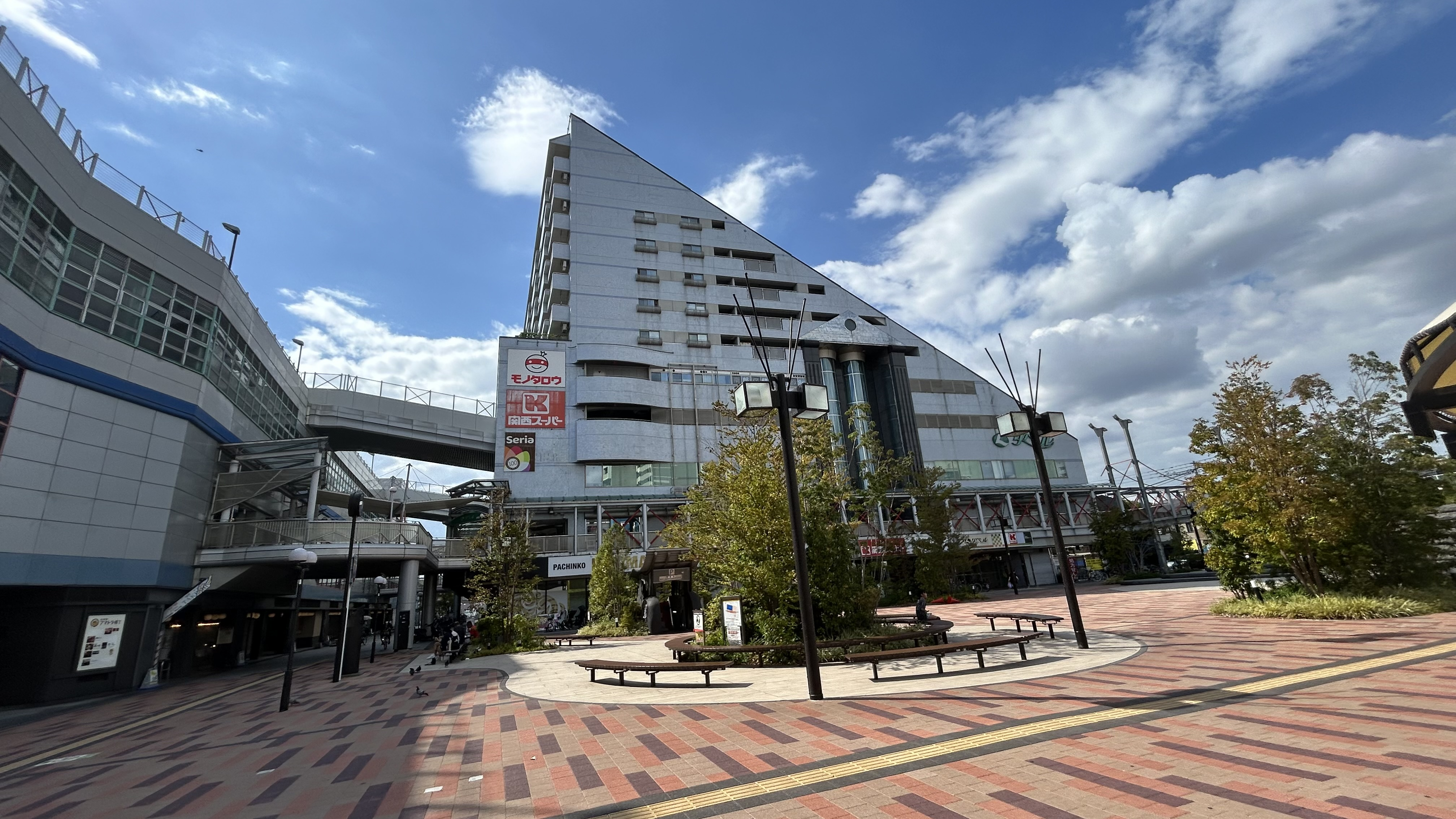
リベル

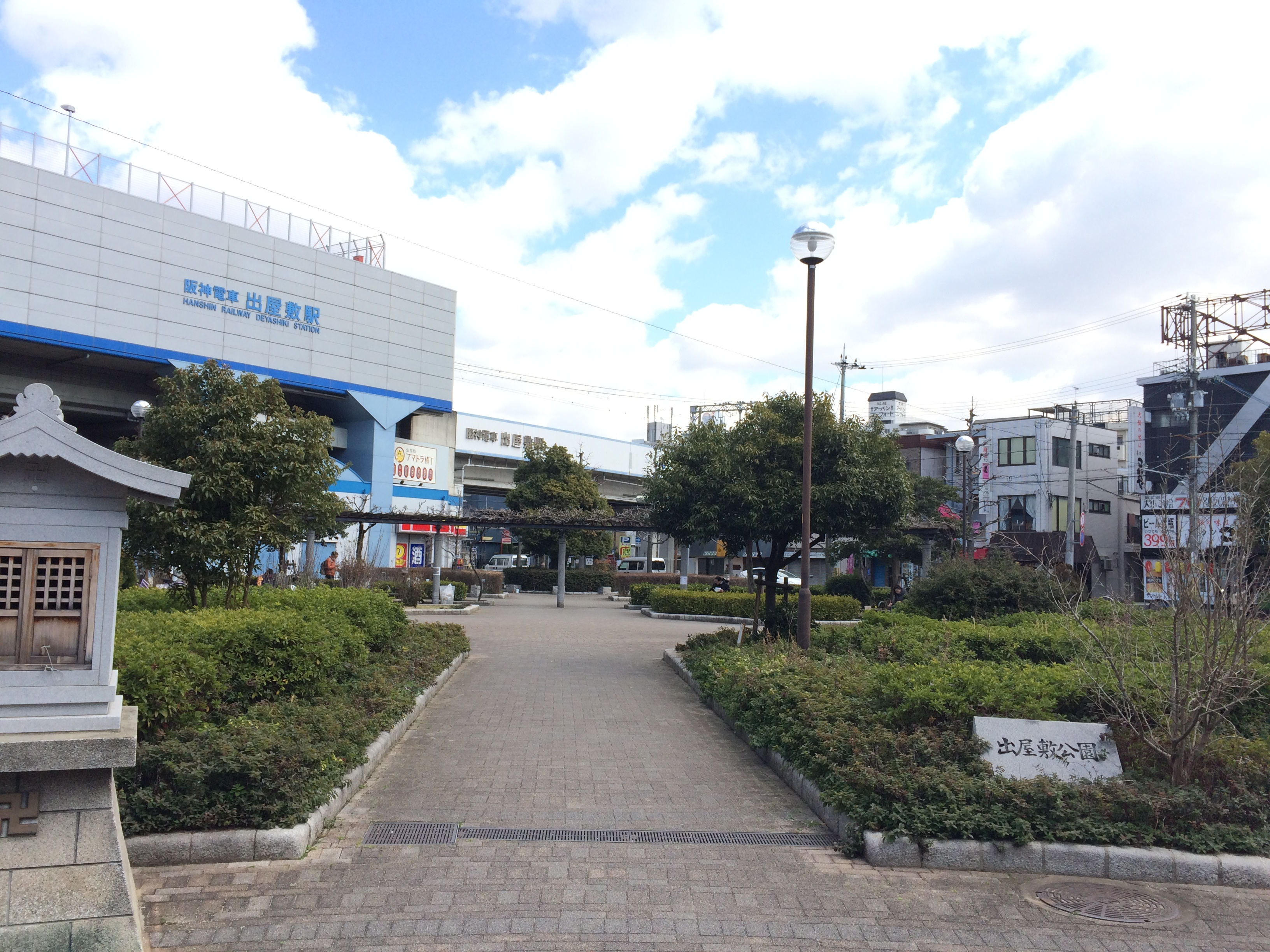
出屋敷公園

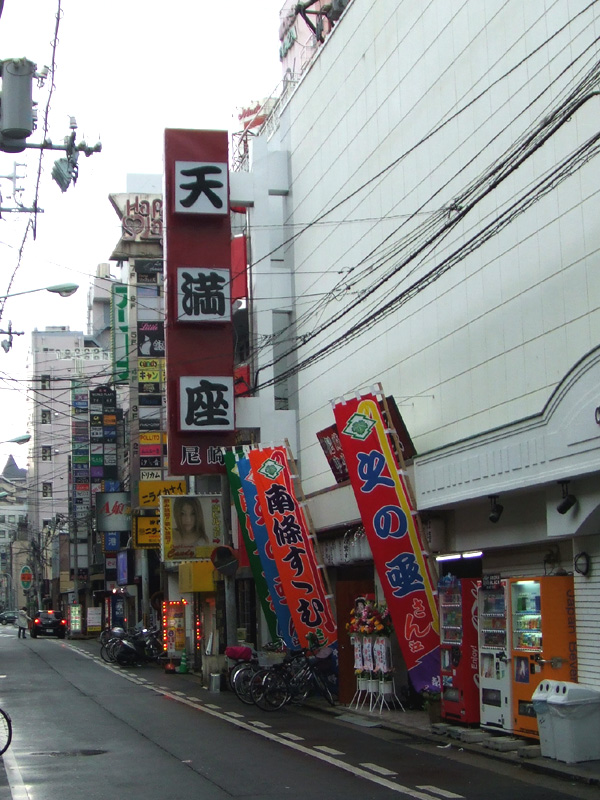
尼崎天満座（尼崎市昭和南通四丁目62へ移転後）※一時休館前

### 駅前広場
駅北側の広場の正式名称は「出屋敷駅北緑地」である。1990年に尼崎市が市有地（約2800m2）に噴水などを設置して整備された。
設備の老朽化が問題になっていたが、個人から1億円相当の工事の寄付を受ける珍しい形で改修されることになった。2022年2月から改修工事に着手し、タイルをオレンジ色に一新し、ベンチやステージが新設され、同年7月27日に尼崎市に引き渡された。

### 商店街
当駅から東方の尼崎駅にかけては尼崎市の中心部であり、駅北の「出屋敷商店街」は、1990年に再開発され阪神本線が高架化されるまでは、尼崎駅まで線路際に露天商が立ち並び、駅周辺は南部工業地帯の労働者向けの簡易宿所や飲み屋、パチンコ店など歓楽施設が雑居する、アーケードつきの商店街であった。1980年代に入るまでの最盛期は、南部工業地帯の労働者に支えられ、深夜まで人通りが絶えなかった。
1990年の再開発後は、ほとんどの商店は立ち退き、バスロータリーとなった。残る商店は後段の「リベル」に入居したが、2000年代以降も営業している店舗は一割程度である。
立ち退きにかからなかった商店によって、規模は縮小したものの北・東方へ商店街が残存し、尼崎中央・三和・出屋敷商店街として繋がっている。ただし、当駅周辺は不況と商店主の高齢化でシャッター通り化が著しく進んでいる。

### 主な施設
- リベル - 当駅付近の連続立体交差事業と並行して、出屋敷商店街の再開発事業で建設された複合商業ビル。駅高架化に先立ち、1990年3月21日に商業施設がオープンした。
  - その後、核テナントであったダイエーが2005年10月31日に閉店するなど、専門店の大半が撤退したが、空フロアにはエディオン（旧ミドリ電化尼崎店からの移転）が2006年10月20日に開店、(2017年12月31日に閉店)続いて関西スーパーが2008年4月26日に開店したほか、一部フロアは事務所に改装されている。

- 尼崎天満座 - 駅南で営業していた大衆演劇劇場が、1980年代に駅北の映画館跡へ移転。1990年代に再び駅南のビルへ移転したが、2004年に阪神尼崎駅方面へ移転した[注 1][9]。
- 尼宝館 - 駅南にあった、選抜高校野球・全国高校野球選手権大会の出場校御用達の老舗旅館（2010年廃業）[2]。
- 出屋敷公園
- 貴布禰神社
- 尼崎市消防局 中消防署三和分署
- 尼崎出屋敷郵便局
- 尼崎竹谷郵便局
- サンゲツ関西支社
- 竹谷小学校
- MonotaRO
  - 本社（リベル4階

## バス路線

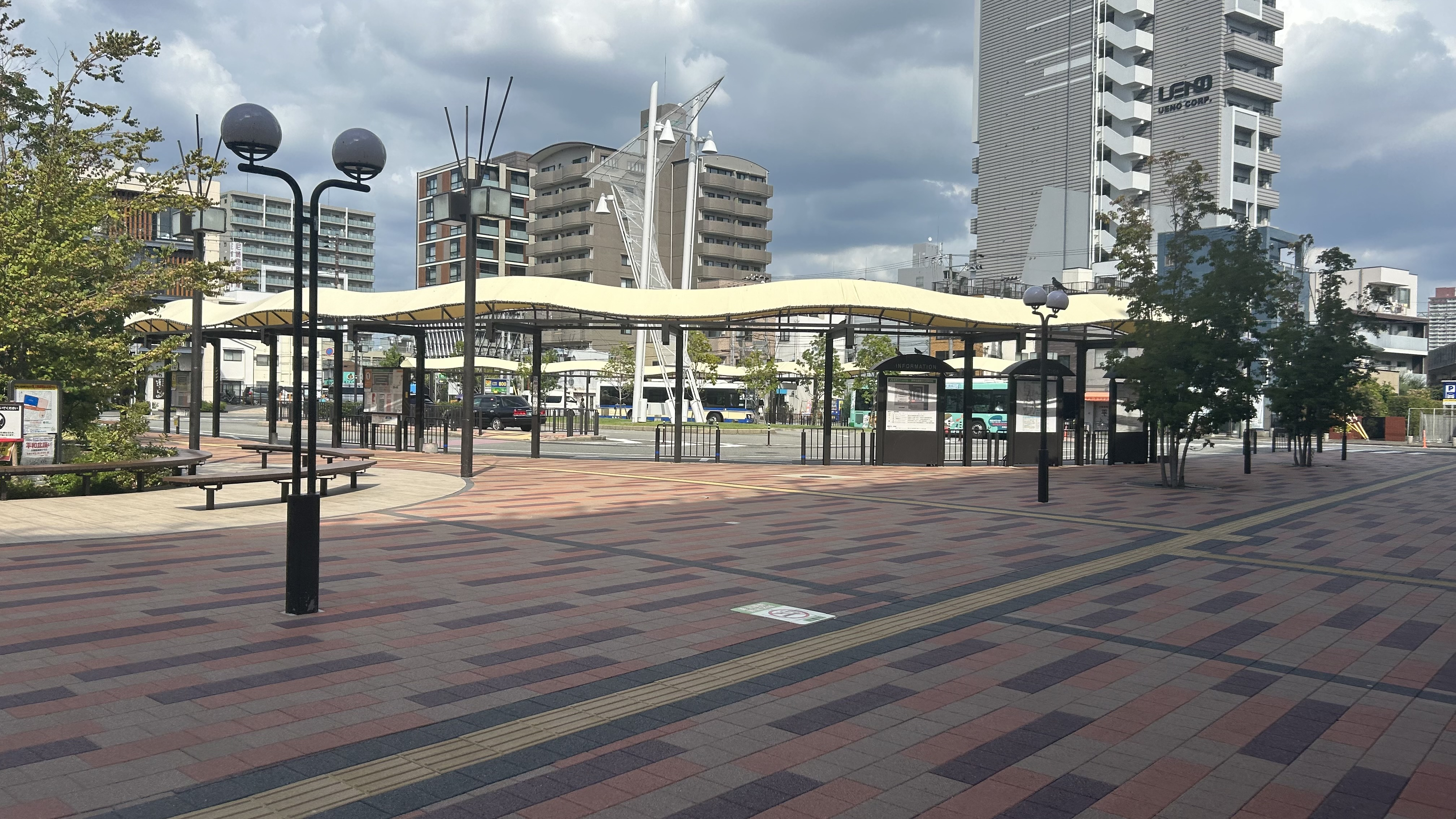
バスターミナル

北口ロータリー内に阪神バスが発着。阪神線である尼崎スポーツの森線を除きすべての路線が尼崎市内線。　停留所名は「阪神出屋敷」。尼崎スポーツの森線のみ、南口の路上にある「出屋敷」停留所にも停車する。
| のりば | 系統・行先                           | 備考               |
| ------ | ------------------------------------ | ------------------ |
| 1      | 尼崎スポーツの森線：尼崎スポーツの森 | 土休日のみ運行     |
| 1      | 85番：末広町                         |                    |
| 2      | 14番：阪急塚口                       |                    |
| 2      | 49番：阪急武庫之荘（南）             | 平日朝2本のみ運行  |
| 3      | 50番：JR尼崎（南）                   |                    |
| 3      | 50-2番：阪神杭瀬                     | 平日の日中のみ運行 |

## 隣の駅
阪神電気鉄道
本線
■直通特急・■特急・■区間特急・■快速急行・■・■区間急行
通過
■普通
尼崎駅 (HS 09) - 出屋敷駅 (HS 10) - 尼崎センタープール前駅 (HS 11)

### かつて存在した路線
阪神電気鉄道
尼崎海岸線
出屋敷駅 - 高洲駅

### 記事本文